# Gele haarmuts
Gele haarmuts (Orthotrichum hispanicum) is een soort uit het geslacht haarmuts (Orthotrichum).

## Verspreiding
De precieze verspreiding is nog niet volledig duidelijk. Zij lijkt vooral voor te komen in landen rond de Middellandse Zee (Spanje, Frankrijk, Griekenland). Ook zijn er waarnemingen bekend uit Turkije en India (Garilleti et al. 2009). In België, Duitsland en Engeland is de soort nog niet gevonden.
In Nederland komt gele haarmuts zeer zeldzaam voor. Hij is in 2000 gevonden op de schuine stam van een gewone esdoorn in een gemengd bosperceel met Acer en Fraxinus. Directe begeleiders zijn niet genoteerd. Op bomen in de buurt groeiden als bijzonderheden o.a. Cryphaea heteromalla en Orthotrichum alpestre. In 2012 volgde een vondst op een eik. In Mediterrane bergstreken wordt gele haarmuts vooral op oude Buxus-struiken aangetroffen.